# Ножовый переулок
Ножо́вый переу́лок (в 1960—1993 — часть улицы Палиашвили) — переулок в Центральном административном округе города Москвы. Проходит от Столового переулка до Большой Никитской улицы, лежит с внешней стороны от Никитского бульвара. Нумерация домов ведётся от Столового переулка.

## Происхождение названия
Название XVII века, происходит от слова «нож», поскольку тут, на территории дворцовой Поварской слободы, проживали мастера-ножовщики, изготовлявшие и точившие ножи. Как минимум до событий 1917 года на картах назывался «Ножевой переулок».
В 1960 году вместе с продолжающим его Малым Ржевским переулком был переименован в улицу Палиашвили в честь грузинского композитора З. П. Палиашвили в связи с тем, что здесь находилось представительство Грузинской ССР. В 1993 году переулку возвращено историческое наименование.

## История
Территорию, где находится переулок, занимала государева Поварская слобода, в которой жила дворцовая кухонная прислуга. Мастера селились по профессиональному признаку, в соответствии с которым в Ножовом переулке жили ведающие ножами мастера, точильщики. Хлебники, пекари жили в Хлебном переулке, а слуги, отвечающие за столовое бельё, обитали в Скатертном переулке.
Судя по картам города с первой половины XIX века на углу со Столовым переулком существовал Арбатский полицейский дом с пожарной каланчой. Здание снесено окончательно к началу 1970-х годов.

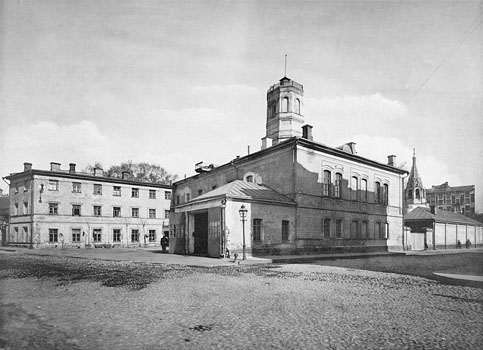
Арбатский полицейский дом на углу Столового и Ножевого пер. (направо), 1913 г.

## Примечательные здания и сооружения
По чётной стороне:
- На углу Большой Никитской улицы и Ножового переулка установлена скульптурная композиция Д. Ю. Митлянского «Реквием. 1941 год. Моим одноклассникам, погибшим на войне» у московской школы № 110 (1971).

## Транспорт
Станция «Арбатская» Филёвской линии и станция «Арбатская» Арбатско-Покровской линии, станции метро «Краснопресненская» и «Баррикадная»,. Автобусы м3 и с344 от остановки «Ножовый переулок».